# Bonus Track (Film)
Bonus Track ist eine Coming-of-Age-Komödie aus dem Jahr 2023. Sie ist das Regiedebüt von Julia Jackman. Das Drehbuch schrieb Mike Gilbert, basierend auf  auf einer Geschichte des Schauspielers Josh O’Connor, der auch im Film mitwirkt.

## Handlung
Der 16-jährige George hat es als schüchterner und etwas pummeliger Teenager nicht leicht. In seiner kleinen Heimatstadt wird er von den meisten Mitschülern gemieden oder belächelt. Deshalb hat er sich früh ins Songschreiben als großes Hobby geflüchtet und träumt davon, ein Popstar zu werden. Mit einer Bewerbung für die jährliche Talentshow der Abschlussklasse  hofft er, diesem Ziel näher zu kommen. Eines Tages kommt der neue Mitschüler Max in seine Klasse, dessen Eltern das berühmte Popduos Die Marvins sind, die sich gerade scheiden haben lassen, weshalb er von der Presse belästigt wird. Zu Georges Überraschung interessiert sich Max für ihn und bietet ihm an, ihn bei der Musik zu unterstützen. Zu einem Keyboardrhythmus von George entwirft Max eine Melodie. Die zwei Jungs haben dabei viel Spaß und George merkt, dass er sich zu Max hingezogen fühlt.
Bei einer Klassenfahrt zu einem Trainingscamp genießen sie die laue Sommernacht. George beschmiert sich versehentlich mit etwas Dreck. Es kommt zu einem Kuss der beiden, doch in diesem Augenblick leuchtet ein Blitzlicht auf. Wieder zuhause passt George ein Journalist ab, der ihm das Foto zeigt, nach seinem Namen fragt und einen Drogenmissbrauch ins Spiel bringt. George habe aber die Chance, dies richtigzustellen, was dieser auch entschieden tut. Am nächsten Tag erscheint dennoch eine Zeitung mit dem Bild und der Schlagzeile Max Marvin küsst Matschmann. Die beiden flüchten vor dem Presserummel und der ablehnenden Haltung der Mitschüler in ein Café. Max sagt George, dass er zu seinem Vater nach London gehen werde. George bittet ihn, nicht zu gehen, bringt es aber nicht fertig, Max zu gestehen, dass er es wegen seiner Liebe zu ihm möchte. Von der Lehrerin und seinen Eltern erhält er viel Zuspruch, sein Vater hätte auch Verständnis, wenn er schwul wäre, aber Gorge ist sich da noch nicht sicher. George schickt Max ein von ihm zusammengestelltes Mixtape, auf dem er ihm auch von seinen Träumen erzählt, als Musikstar geliebt zu werden.
Die Talentshow findet statt und George beginnt, sein Lied zu spielen. Überraschend erscheint Max, steigt zu ihm auf die Bühne und übernimmt den Gesang. Der Auftritt wird ein voller Erfolg. Anschließend stellt Max vor der Schule seinen Vater vor. Die Eltern ziehen sich zurück, damit die beiden allein sein können. Als Max gehen will, hält ihn George zurück, sagt, er solle bleiben und küsst ihn. Einige Zeit später erhält George Post von einer Musikschule, die ihn zu einem Vorspiel einlädt. Er freut sich mit Max darüber.

## Soundtrack
Die Handlung ist in Form einer Tracklist in neun Kapitel eingeteilt, die jeweils nach einem Musiktitel benannt sind, der zu Beginn des Kapitels eingespielt wird:
- Track 1: Boy from School (Hot Chip)
- Track 2: Shine, Jesus, Shine (von der Schulgemeinschaft gesungen)
- Track 3: Superstar (Christine Milton)
- Track 4: Take Me Out (Franz Ferdinand)
- Track 5: Teenage Dirtbag (Wheatus)
- Track 6: Men’s Needs (The Cribs)
- Track 7: Dry Your Eyes (The Streets)
- Track 8: Heartbeats (The Knife)
- Bonus Track: A Very Bad Fun Idea (von den Hauptdarstellern performt, im Abspann von Years & Years)

## Produktion und Veröffentlichung
Die dargestellte Schule ist die All Saints Catholic School in York.
Am 5. Oktober 2023 wurde der Film auf dem BFI London Film Festival uraufgeführt. Sky kaufte die Rechte für das Vereinigte Königreich und Deutschland. In Großbritannien wurde der Film erstmals am 1. Juni 2024 veröffentlicht, in Deutschland am 3. Juli 2024. In den USA erwarb Sunrise Films die Rechte und plante eine Veröffentlichung im Oktober 2024.

## Rezeption
Cinema sieht den Film als „eine humorige Coming-of-Age-Geschichte mit zwei tollen Hauptdarstellern, deren Chemie zusammen überzeugt“ und kommt zu dem Fazit: „Süße Schulromanze, unterlegt mit poppiger Musik“.